# Ješenca
Ješenca este o localitate din comuna Rače - Fram, Slovenia, cu o populație de 421 de locuitori.